# Ágios Díkaios
Ágios Díkaios är ett berg i Grekland.   Det ligger i regionen Kreta, i den södra delen av landet, 290 km söder om huvudstaden Aten. Toppen på Ágios Díkaios är 722 meter över havet.
Terrängen runt Ágios Díkaios är huvudsakligen kuperad, men åt sydväst är den bergig.  Närmaste större samhälle är Kastelli, 18,2 km norr om Ágios Díkaios. 